# Референдумы в Швейцарии (1997)
Референдумы в Швейцарии проходили 8 июня и 28 сентября 1997 года. В июне прошло два референдума по народным инициативам «Переговоры о вхождении в Европейский союз — перед народом» и «за запрет экспорта вооружений» и референдум по федеральной резолюции об окончании федеральной монополии на производство и продажу пороха. Обе инициативы были отклонены, а федеральная резолюция была одобрена.
В сентябре прошли референдумы по федеральной резолюции о финансировании страхования по безработице и по народной инициативе «Молодёжь без наркотиков». Оба были отвергнуты.

## Результаты
| Месяц                     | Вопрос                                    | За        | За   | Против    | Против | Пустых/ недействительных бюллетеней | Пустых/ недействительных бюллетеней | Всего     | Зарегистри- рованных избирателей | Явка | Кантоны за | Кантоны за | Кантоны против | Кантоны против |
| Месяц                     | Вопрос                                    | Голоса    | %    | Голоса    | %      | Пустые                              | Недейств.                           | Всего     | Зарегистри- рованных избирателей | Явка | Полных     | Полу-      | Полных         | Полу-          |
| ------------------------- | ----------------------------------------- | --------- | ---- | --------- | ------ | ----------------------------------- | ----------------------------------- | --------- | -------------------------------- | ---- | ---------- | ---------- | -------------- | -------------- |
| Июнь                      | Переговоры о вхождении в ЕС               | 416 720   | 25,9 | 1 189 440 | 74,1   | 24 417                              | 4 987                               | 1 635 564 | 4 614 662                        | 35,4 | 0          | 0          | 20             | 6              |
| Июнь                      | Запрет экспорта вооружений                | 361 164   | 22,5 | 1 243 869 | 77,5   | 26 845                              | 4 955                               | 1 636 833 | 4 614 662                        | 35,5 | 0          | 0          | 20             | 6              |
| Июнь                      | Окончание монополии на порох              | 1 268 162 | 82,2 | 275 049   | 17,8   | 77 520                              | 6 165                               | 1 626 896 | 4 614 662                        | 35,3 | 20         | 6          | 0              | 0              |
| Сентябрь                  | Финансирование страхования по безработице | 901 361   | 49,2 | 931 457   | 50,8   | 37 703                              | 6 101                               | 1 876 622 | 4 620 084                        | 40,6 |            |            |                |                |
| Сентябрь                  | Инициатива «Молодёжь без наркотиков»      | 545 713   | 29,3 | 1 314 060 | 70,7   | 20 248                              | 6 033                               | 1 886 054 | 4 620 084                        | 40,8 | 0          | 0          | 20             | 6              |
| Источник: Nohlen & Stöver |                                           |           |      |           |        |                                     |                                     |           |                                  |      |            |            |                |                |